# Assembler (Bioinformatik)
Als Assembler wird in der Bioinformatik ein Computerprogramm bezeichnet, das virtuelle Nukleotidsequenzen durch Sequenzalignments zu längeren Fragmenten zusammenführt. Dabei wird eine durch eine Shotgun-Sequenzierung gewonnene Menge kurzer DNA-Sequenzen (eng. reads) so angeordnet, dass sie das ursprüngliche Genom ergeben.

## Software
AMOS (A Modular, Open-Source assembler) ist ein Open-Source-Projekt, das sich zum Ziel gesetzt hat, einen modularen und quelloffenen Assembler zu schaffen. Das Projekt wurde am Institute for Genomic Research von Steven Salzberg, Mihai Pop und Art Delcher entwickelt.
Der Celera Assembler wurde von Gene Myers, Granger Sutton und Art Delcher bei Celera von 1998 bis 2002 entwickelt. Seitdem wird das Projekt auf SourceForge weiterentwickelt.
Der Arachne Assembler wurde 2000 von Serafim Batzoglou im Rahmen seiner Doktorarbeit ins Leben gerufen. Seitdem wird er durch ein Team, geleitet von David B. Jaffe, am Broad Institute weiterentwickelt.